# Nova Zelândia nos Jogos Olímpicos de Inverno de 1998
A Nova Zelândia competiu nos Jogos Olímpicos de Inverno de 1998, realizados em Nagano, Japão.